# Antonio del Val Ripoll
Antonio del Val Ripoll (Elda, 13 de gener de 1839 - Zamora, 7 de març de 1886) fou un filòsof i polític valencià, cosí d'Emilio Castelar. Es llicencià en filosofia i lletres i treballà com a catedràtic de lògica a un institut de Madrid i d'Història d'Espanya i Literatura a la Universitat Central de Madrid. Alhora col·laborà al diari La Democracia i milità al Partit Republicà Democràtic Federal.
A les eleccions generals espanyoles d'agost de 1872 es presentà com a candidat per Dénia, però fou derrotat per Lorenzo Fernández Muñoz. Més sort va tenir a les eleccions generals espanyoles de 1873, en les que fou escollit pel districte de Monòver. Durant la Primera República Espanyola fou governador civil de la província d'Almeria, Director General de Correus (setembre de 1873) i secretari personal del seu cosí. Fou l'artífex de l'establiment de l'ús de la targeta postal.
Després del cop d'estat del general Pavía va abandonar els seus càrrecs i treballà com a redactor a la revista El Globo. Alhora, va donar suport la proposta d'Eleuterio Maisonnave Cutayar que el Partit Republicà participés en les eleccions generals espanyoles de 1879.